# 1 Gwardyjska Armia
1 Gwardyjska Armia (ros. 1-я гвардейская армия) – związek operacyjny Armii Czerwonej podczas II wojny światowej.

## Historia
Została sformowana 6 sierpnia 1942 na bazie 2 Armii Rezerwowej. 25 października 1942 na bazie dowództwa armii sformowano dowództwo Frontu Południowo-Zachodniego. 5 listopada 1942 na 1 Gwardyjską Armię przemianowano 63 Armię. 5 grudnia 1942 została przemianowana na 3 Gwardyjską Armię.
Ponownie została sformowana 8 grudnia 1942 na bazie wojsk grupy operacyjnej Frontu Południowo-Zachodniego i zarządu 4 Armii Rezerwowej. Przy Armii działały 3 samodzielne karne kompanie.
W czasie walk na ziemiach polskich brała udział m.in. w bitwie o Żywiec. 

## Struktura organizacyjna
wojenna:
- 11 Korpus Armijny
- 18 Korpus Armijny (13 września 1944 przydzielony do 18 Armii)
- 30 Korpus Armijny
- 107 Korpus Armijny
- 3 Górski Korpus Piechoty[3].

W 1989
w składzie Kijowskiego Okręgu Wojskowego
- 25 Dywizja Zmechanizowana[a]
- 72 Dywizja Zmechanizowana[a]
- 136 Dywizja Zmechanizowana[a]
- 172 Dywizja Zmechanizowana[a]
- 41 Dywizja Pancerna[b]
- 123 Brygada Rakiet Operacyjno-Taktycznych
- 108 Brygada Rakiet Operacyjno-Taktycznych
- 180 Brygada Rakiet Przeciwlotniczych
- 8 Brygada Rakiet Przeciwlotniczych
- 305 Brygada Artylerii
- 224 Brygada Inżynieryjna
- 102 Brygada Zaopatrzenia
- 71 pułk artylerii
- 961 pułk artylerii rakietowej
- 976 pułk artylerii przeciwpancernej
- 30 pułk łączności

## Oficerowie dowództwa
Dowódcy armii:
- Filipp Golikow 6–10 sierpnia 1942;
- Bogdan Kołczigin 10–11 sierpnia 1942 (pełniący obowiązki);
- Kiriłł Moskalenko 11 sierpnia 1942 – 3 października 1942;
- Iwan Czistiakow 3–20 października 1942 (pełniący obowiązki);
- Siemion Iwanow 20–25 października 1942 – pełniący obowiązki;
- Wasilij Kuzniecow 25 października – 10 listopada 1942 i 5 grudnia 1942 – 14 grudnia 1943;
- Dmitrij Leluszenko 11 listopada – 5 grudnia 1942;
- Andriej Grieczko 15 grudnia 1943 – sierpień 1945.

Członkowie Rady Wojennej:
- N. Abramow (ros. Н.В. Абрамов) sierpień 1942 – październik 1942;
- W. Łajok (ros. В.М. Лайок) 13 sierpnia – 22 października 1942;
- I. Kolesniczenko (ros. И.С. Колесниченко) 4 listopada – 5 grudnia 1942;
- I. Rybinski (ros. И.Д. Рыбинский) 5 grudnia 1942 – 2 sierpnia 1943;
- I. Wasiljew (ros. И.В. Васильев) 2 sierpnia 1943 – 11 sierpnia 1944;
- M. Szewiakow (ros. М.В. Шевяков) 12–22 sierpnia 1944;
- Konstantin Isajew (ros. К.П. Исаев) 23 sierpnia 1944 – 9 maja 1945.

Szefowie sztabu:
- S. Iwanow (ros. С.П. Иванов) sierpień 1942 – październik 1942;
- I. Krupiennikow (ros. И.П. Крупенников) 1 listopada – 5 grudnia 1942;
- I. Szlomin (ros. И.Т. Шлёмин) 5 grudnia 1942 – 21 stycznia 1943;
- W. Paniuchow (ros. В.В. Панюхов) 21 stycznia 1943 – 9 stycznia 1944;
- G. Chietagurow (ros. Г.И. Хетагуров) 9 stycznia – 17 kwietnia 1944;
- A. Batiunia (ros. А.Г. Батюня) 17 kwietnia 1944 – 13 września 1945.